# Sámal Ellefsen
Samuel Johannes Ferdinand "Sámal" Ellefsen (født 21. august 1886 i Miðvágur, død 14. februar 1974) var en færøsk entreprenør og politiker (FF).
Han var uddannet snedkermester, og drev en entreprenørforretning sammen med Heini Joensen i Miðvágur.
Ellefsen var medlem af kommunalbestyrelsen i Miðvágur 1923–27 og 1959–63. Han var med til at stifte både erhvervspartiet Vinnuflokkurin i 1935 og dettes efterfølger Fólkaflokkurin i 1939–40. Han var valgt til Lagtinget fra hjemøen Vágar 1936–58.
Sámal Ellefsen var farfar til Albert Ellefsen og grandonkel til brødrene Pauli Ellefsen og Svend Aage Ellefsen.